# Polonia ai Giochi della X Olimpiade
La Polonia partecipò ai Giochi della X Olimpiade, svoltisi a Los Angeles, Stati Uniti, dal 30 luglio al 14 agosto 1932, con una delegazione di 51 atleti impegnati in quattro discipline.

## Medagliere

### Per discipline
| Sport            | Oro | Argento | Bronzo | Totale |
| ---------------- | --- | ------- | ------ | ------ |
| Atletica leggera | 2   | 0       | 1      | 3      |
| Canottaggio      | 0   | 1       | 2      | 3      |
| Scherma          | 0   | 0       | 1      | 1      |
| Totale           | 2   | 1       | 4      | 7      |

### Medaglie
| Medaglia | Atleta                                                                                             | Sport            | Evento                      |
| -------- | -------------------------------------------------------------------------------------------------- | ---------------- | --------------------------- |
| Oro      | Janusz Kusociński                                                                                  | Atletica leggera | 10000 metri piani           |
| Oro      | Stanisława Walasiewicz                                                                             | Atletica leggera | 100 metri piani femminili   |
| Argento  | Janusz Ślązak Jerzy Braun Jerzy Skolimowski                                                        | Canottaggio      | Due con maschile            |
| Bronzo   | Jadwiga Wajs                                                                                       | Atletica leggera | Lancio del disco femminile  |
| Bronzo   | Henryk Budziński Jan Krenz-Mikołajczak                                                             | Canottaggio      | Due senza maschile          |
| Bronzo   | Jerzy Braun Janusz Ślązak Stanisław Urban Edward Kobyliński Jerzy Skolimowski                      | Canottaggio      | Quattro con maschile        |
| Bronzo   | Tadeusz Friedrich Marian Suski Władysław Dobrowolski Władysław Segda Adam Papée Leszek Lubicz-Nycz | Scherma          | Sciabola a squadre maschile |